# バースコーFC
バースコー・フットボールクラブ（Burscough Football Club）はイングランド、ランカシャー州、バースコーを本拠地とするサッカークラブチームである。2010-2011シーズンはノーザンプレミアリーグ・プレミアディヴィジョン（7部相当）に所属。

## タイトル

### 国内タイトル
- FAトロフィー:1回

2003
- ランカシャー・コンベイション:2回

1955-1956, 1969-1970
- ノースウェスト・カウンティーズリーグ:1回

1982-1983
- ノーザンプレミアリーグ・プレミアディヴィジョン:1回

2006-2007
- リヴァプール・チャレンジカップ:1回

1952

### 国際タイトル
- なし